# Список місій до малих планет
| Космічний апарат    | Дата запуску      | Об'єкт(и)                                                                                            | Тип місії                                               | Результат                             |
| ------------------- | ----------------- | --- | ------------------------------------------------------- | ------------------------------------- |
| Піонер-10           | 2 березня 1972    | безіменний астероїд 307 Ніка                                                                         | зближення                                               | випадкове зближення                   |
| Галілео             | 18 жовтня 1989    | 951 Гаспра 243 Іда                                                                                   | зближення                                               | успішно                               |
| Клементина          | 25 січня 1994     | 1620 Географ                                                                                         | зближення                                               | вийшов з ладу космічний апарат        |
| NEAR Shoemaker      | 17 лютого 1996    | 253 Матільда 433 Ерос                                                                                | зближення, вихід на орбіту 433 Ерос                     | головним чином успішно                |
| Кассіні — Гюйгенс   | 15 жовтня 1997    | 2685 Мазурський                                                                                      | зближення                                               | випадкове зближення                   |
| Deep Space 1        | 24 жовтня 1998    | 4015 Вілсон — Гаррінгтон 9969 Брайль                                                                 | зближення                                               | головним чином неуспішно              |
| Стардаст            | 7 лютого 1999     | 5535 Аннафранк                                                                                       | зближення                                               | успішно                               |
| Хаябуса/МІНЕРВА-2   | 9 травня 2003     | 25143 Ітокава                                                                                        | вихід на орбіту/приземлення/взяття зразка               | головним чином неуспішно              |
| Розетта             | 2 березня 2004    | 2867 Штейнс 21 Лютеція Комета Чурюмова — Герасименко                                                 | зближення, приземлення на Комету Чурюмова — Герасименка | успішно                               |
| Deep Impact         | 12 січня 2005     | (163249) 2002 GT                                                                                     | зближення                                               | втрачено зв'язок з космічним апаратом |
| Нью-Горайзонс       | 19 січня 2006     | 132524 APL Плутон з супутниками 486958 Аррокот                                                       | зближення                                               | успішно                               |
| Dawn                | 27 вересня 2007   | 4 Веста Церера                                                                                       | вихід на орбіту                                         | успішно                               |
| Чан'е-2             | 1 жовтня 2010     | 4179 Тоутатіс                                                                                        | зближення                                               | успішно                               |
| МІНЕРВА-2/Хаябуса-2 | 3 грудня 2014     | 162173 Рюгу (185851) 2000 DP107                                                                      | зближення/вихід на орбіту/приземлення/взяття зразка     | частково успішно                      |
| OSIRIS-REx          | 8 вересня 2016    | 101955 Бенну 99942 Апофіс                                                                            | вихід на орбіту/взяття зразка                           | успішно/в процесі                     |
| Люсі                | 16 жовтня 2021    | 152830 Дінкінеш 52246 Дональдджогансон 3548 Еврібат 15094 Полімела 11351 Левк 21900 Орус 617 Патрокл | зближення                                               | в процесі                             |
| DART                | 24 листопада 2021 | 65803 Дідим і його супутник Диморфос                                                                 | зближення, зіткнення з Диморфосом                       | успішно                               |
| NEA Scout           | 16 листопада 2022 | 2020 GE                                                                                              | зближення                                               | вийшов з ладу космічний апарат        |
| Психея              | жовтень 2023      | 16 Психея                                                                                            | вихід на орбіту                                         | в процесі                             |
| Гера                | жовтень 2024      | 65803 Дідим                                                                                          | вихід на орбіту                                         | заплановано                           |
| DESTINY+            | 2024              | 3200 Фаетон                                                                                          | зближення                                               | заплановано                           |
| Тяньвень-2          | 2025              | 469219 Камооалева                                                                                    | вихід на орбіту/приземлення/взяття зразка               | заплановано                           |